# Michael Kunzler
Michael Kunzler (* 23. August 1951 in Saarbrücken; † 15. Dezember 2014 ebenda) war Professor für Liturgiewissenschaft an der Theologischen Fakultät Paderborn.

## Leben
Er war der ältere von zwei Söhnen. Kunzler studierte nach seinem Abitur von 1970 bis 1975 katholische Theologie und Philosophie an der Universität Trier, der Ludwig-Maximilians-Universität München und der Universität des Saarlandes in Saarbrücken. 1978 wurde er durch die Theologische Fakultät Trier mit der Arbeit Die Eucharistietheologie des Hadamarer Pfarrers und Humanisten Gerhard Lorich zum Dr. theol. promoviert. Am 17. Dezember 1979 wurde er zum Diakon geweiht. Am 5. Juli 1980 empfing er das Sakrament der Priesterweihe. Zugleich wurde er zum ersten Mal von der römischen Ostkirchenkongregation mit der nebenamtlichen Seelsorge für die im Saarland ansässigen katholischen Ukrainer des byzantinischen Ritus betraut. 
Von 1980 bis 1983 war er Kaplan in Völklingen und von 1983 bis 1984 Vikar an Herz Mariä in  Dorf im Warndt. Von 1980 bis 1988 wirkte er in der Pfarr- und Hochschulseelsorge sowie als Gymnasiallehrer.
Von 1982 bis 1990 hatte er einen Lehrauftrag für Liturgiewissenschaft an der Staatlichen Musikhochschule Saarbrücken. 1987 habilitierte er sich an der Eberhard Karls Universität Tübingen mit der Schrift Gnadenquellen. Symeon von Thessaloniki († 1429) als Beispiel für die Einflussnahme des Palamismus auf die orthodoxe Sakramententheologie und Liturgik. 1988 erhielt er einen Ruf auf die Professur für Liturgiewissenschaft an der Theologischen Fakultät Paderborn.
1995 wurde Kunzler zum Mitglied des Wissenschaftlichen Beirats des Johann-Adam-Möhler-Instituts für Ökumenik in Paderborn ernannt, ein Jahr darauf erfolgte seine Aufnahme in das Wissenschaftliche Direktorium der Internationalen Theologischen Lehrbuchreihe AMATECA. Seit 1998 wirkte er zusätzlich als Gastprofessor an der Päpstlichen Lateranuniversität in Rom und seit 1999 als Gastprofessor an der Theologischen Fakultät Lugano. Von 1999 bis 2002 nahm Kunzler einen zusätzlichen Lehrauftrag für byzantinische Liturgiewissenschaft an der Theologischen Fakultät der Katholischen Universität Eichstätt für Studierende des Collegium Orientale wahr.  
Im Jahre 2001 wurde er zum Berater der Liturgiekommission der Deutschen Bischofskonferenz berufen. Am 13. Oktober 2005 ernannte Papst Benedikt XVI. Michael Kunzler zum Berater der Kongregation für den Gottesdienst und die Sakramentenordnung. Kunzler verfasste praxisbezogene Bücher zur katholischen Liturgie, die durch ihre Anschaulichkeit besonders für kirchlich engagierte Laien konzipiert wurden.

## Ehrungen
Im Jahre 2002 wurde er zum staurophoren (ein Brustkreuz tragenden) Protopresbyter der ukrainischen griechisch-katholischen Kirche erhoben. Seit dem 4. Juli 2005 war er mitrophorer Protopresbyter der ukrainisch-griechisch-katholischen Kirche. Dieser Ehrentitel gestattete ihm während mancher liturgischer Handlungen das Tragen einer Mitra.
Im Oktober 2008 wurde Michael Kunzler zum Päpstlichen Ehrenkaplan mit dem Titel Monsignore ernannt.

## Schriften
- Die Eucharistietheologie des Hadamarer Pfarrers und Humanisten Gerhard Lorich (1981)
- Berufen, dir zu dienen (1989)
- Gnadenquellen (1989)
- Wir haben das wahre Licht gesehen (1991)
- Porta Orientalis (1993)
- Die Liturgie der Kirche (1995)
- Zum Lob deiner Herrlichkeit (1996)
- Amen, wir glauben (1998)
- Archieratikon (1998)
- Das Charisma der Liturgie (2001)
- Liturge sein. Entwurf einer Ars celebrandi (2007)
- Vom Sakrament der Liebe: einladende Gedanken zu Theologie, Spiritualität und Liturgie des Ehesakraments (2008)